# Felsinschriften von Gürün
Koordinaten: 38° 45′ 27,7″ N, 37° 13′ 50,5″ O

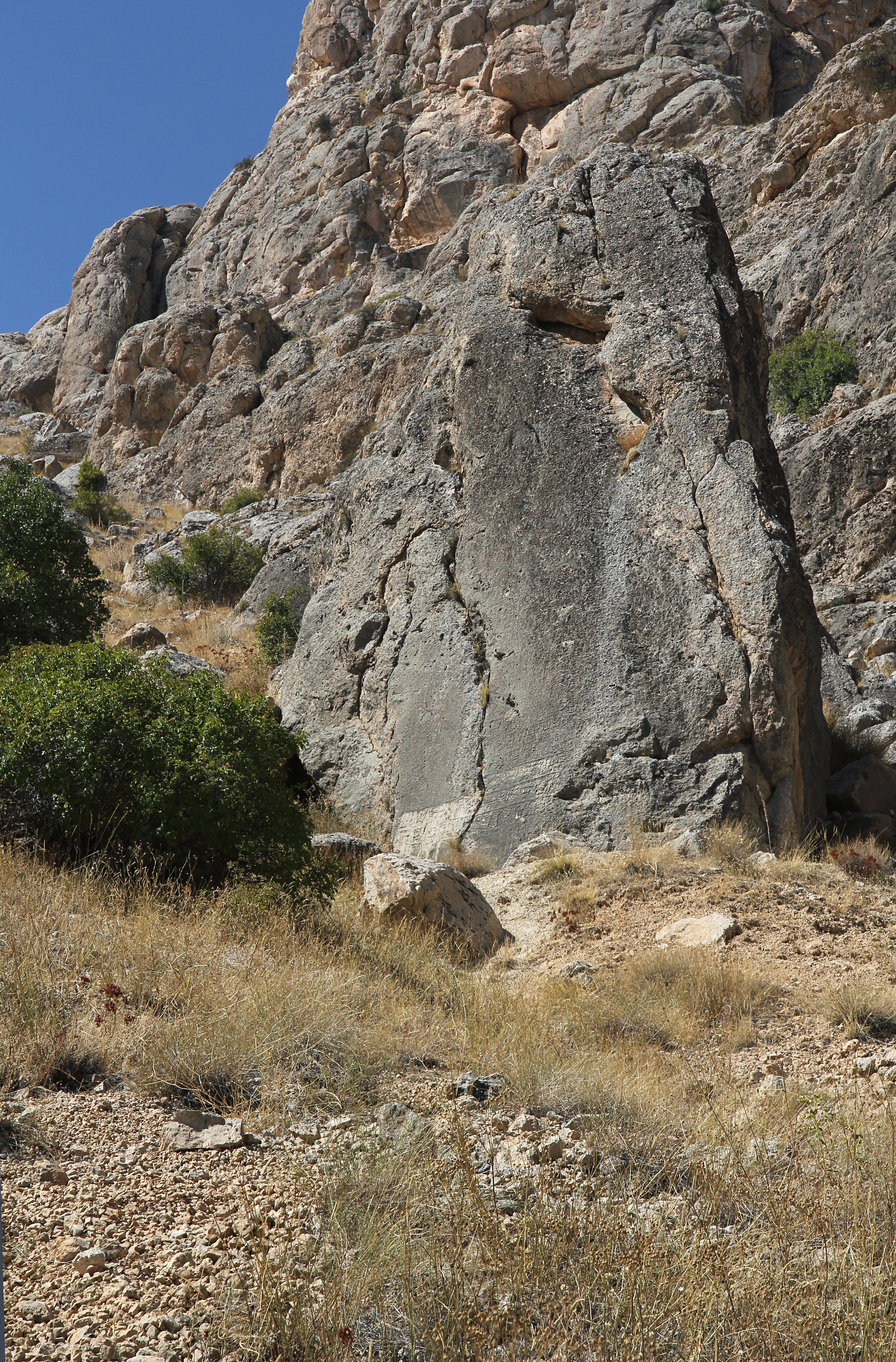
Felsblock mit Inschrift B am Hang

Die Felsinschriften von Gürün in der Zentraltürkei sind zwei Fassungen einer Inschrift in luwischen Hieroglyphen. Sie stammen aus der Zeit zwischen dem Untergang des hethitischen Großreichs und dem 9. Jahrhundert v. Chr., vermutlich aus dem späten 12. oder dem 11. Jahrhundert.

## Lage

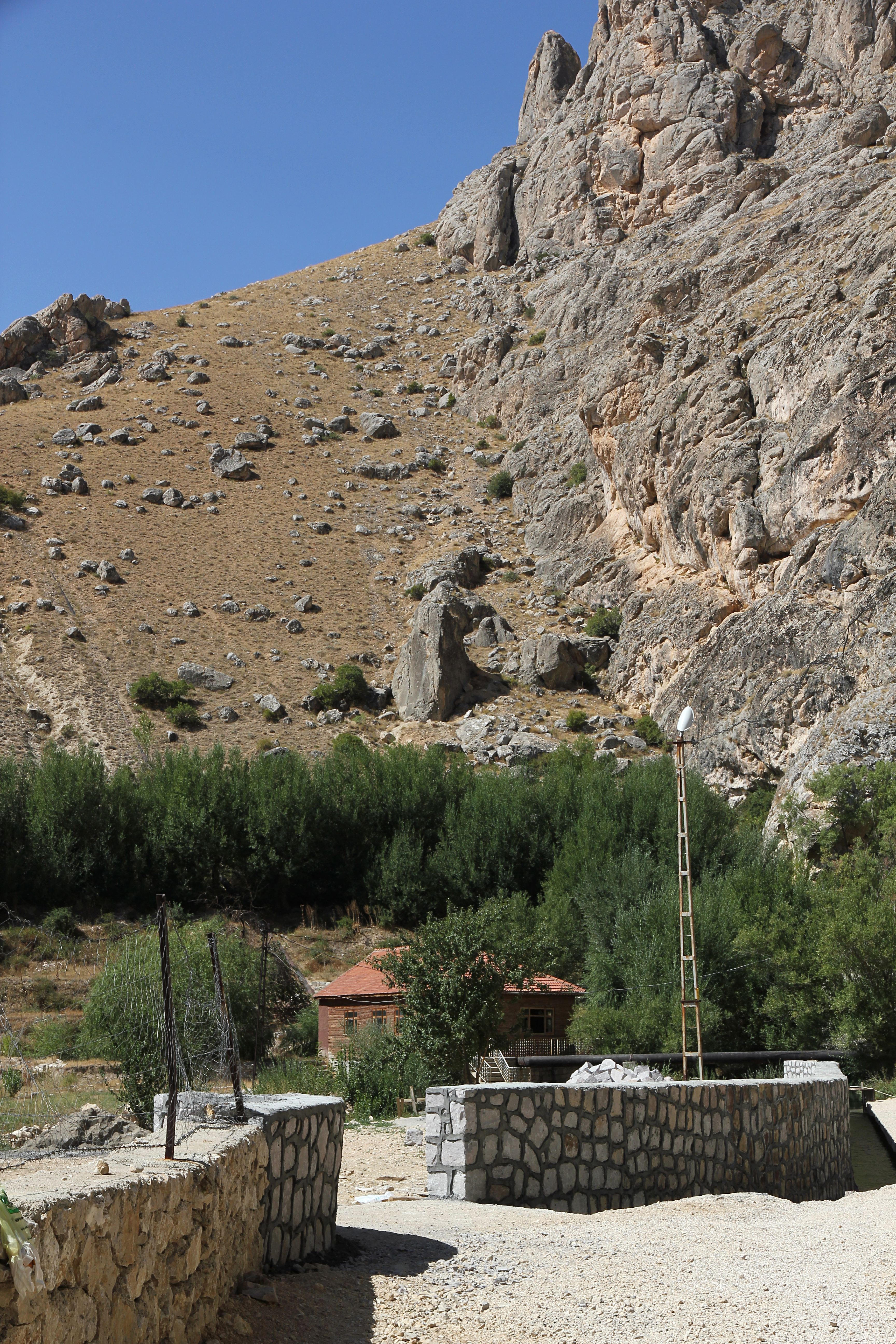
Lage von Inschrift B vom gegenüberliegenden Flussufer. Rechts am Felshang hinter Buschwerk liegt Inschrift A

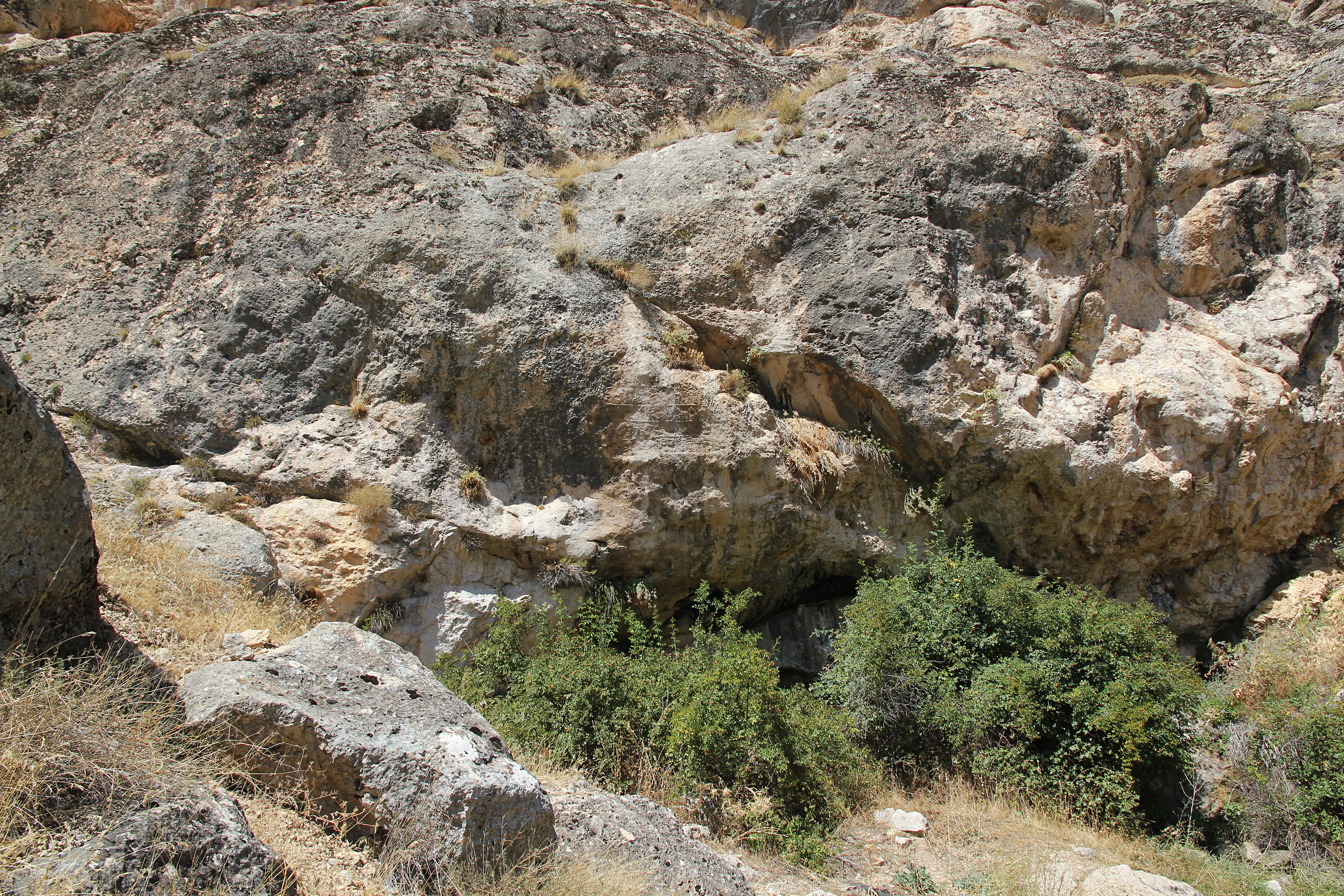
Lage von Inschrift A

Die Inschriften liegen etwa fünf Kilometer nordwestlich von Gürün im gleichnamigen Landkreis der türkischen Provinz Sivas. An der Stelle tritt der Fluss Tohma Çayı aus der Schlucht Suğul Kanyonu in ein breites Tal. Von Gürün führt eine mit Suğul Vadisi beschilderte befahrbare Straße zum Canyon, der über künstlich angelegte Stege begehbar ist. Über dem gegenüberliegenden Ufer steht am steilen Hang ein etwa sechs Meter hoher Felsblock mit der oberen der beiden Inschriften, Gürün B genannt. Das etwa 1,70 Meter breite und 1,20 Meter hohe Schriftfeld wird durch einen Riss im Felsen in zwei unterschiedlich große Felder geteilt. Der rechte Teil besteht aus sechs durch waagerechte Stege getrennte Zeilen, der linke aus zwei Zeilen, die die beiden unteren Zeilen der rechten Seite fortsetzen. Über dem linken Teil ist eine größere Fläche geglättet und war offenbar für weitere Schrift oder ein Bild vorgesehen, wurde aber nicht genutzt. Etwa 30 Meter nordöstlich davon ist an einer Wölbung der Felswand die zweite Inschrift Gürün A angebracht. Sie misst 1,50 Meter in der Breite und 0,90 Meter in der Höhe und ist in schlechterem Zustand, da sie über lange Zeit von Quellwasser aus dem darüberliegenden Felsspalt überflossen wurde. Der Text ist hier in vier Zeilen geschrieben, an der rechten Seite ist etwa ein Drittel verloren. Beide Inschriften sind inhaltlich identisch und im Relief gearbeitet.
Der Ort gehörte zur Entstehungszeit des Monuments zum späthethitischen Königreich von Melid. Dieses grenzte im Westen an Tabal und im Süden an Gurgum, im Norden reichte es weit ins Gebirge bis zum Quellgebiet des Tohma Çayı und eines weiteren Euphratnebenflusses, des östlich liegenden Kuru Çayı. Die beiden Flüsse waren zum einen für die Fruchtbarkeit der Ebene von Malatya verantwortlich, zum anderen stellten sie wichtige Verkehrsadern ins nördlich gelegene hethitische Kernland dar. Wohl aus diesem Grund finden sich an den beiden Flüssen außer den Inschriften von Gürün weitere Felsdokumente, die heute verschwundene Inschrift von Kötükale flussabwärts im Tal des Tohma Çayı sowie die von Şırzı über dem Kuru Çayı.

## Inschriften

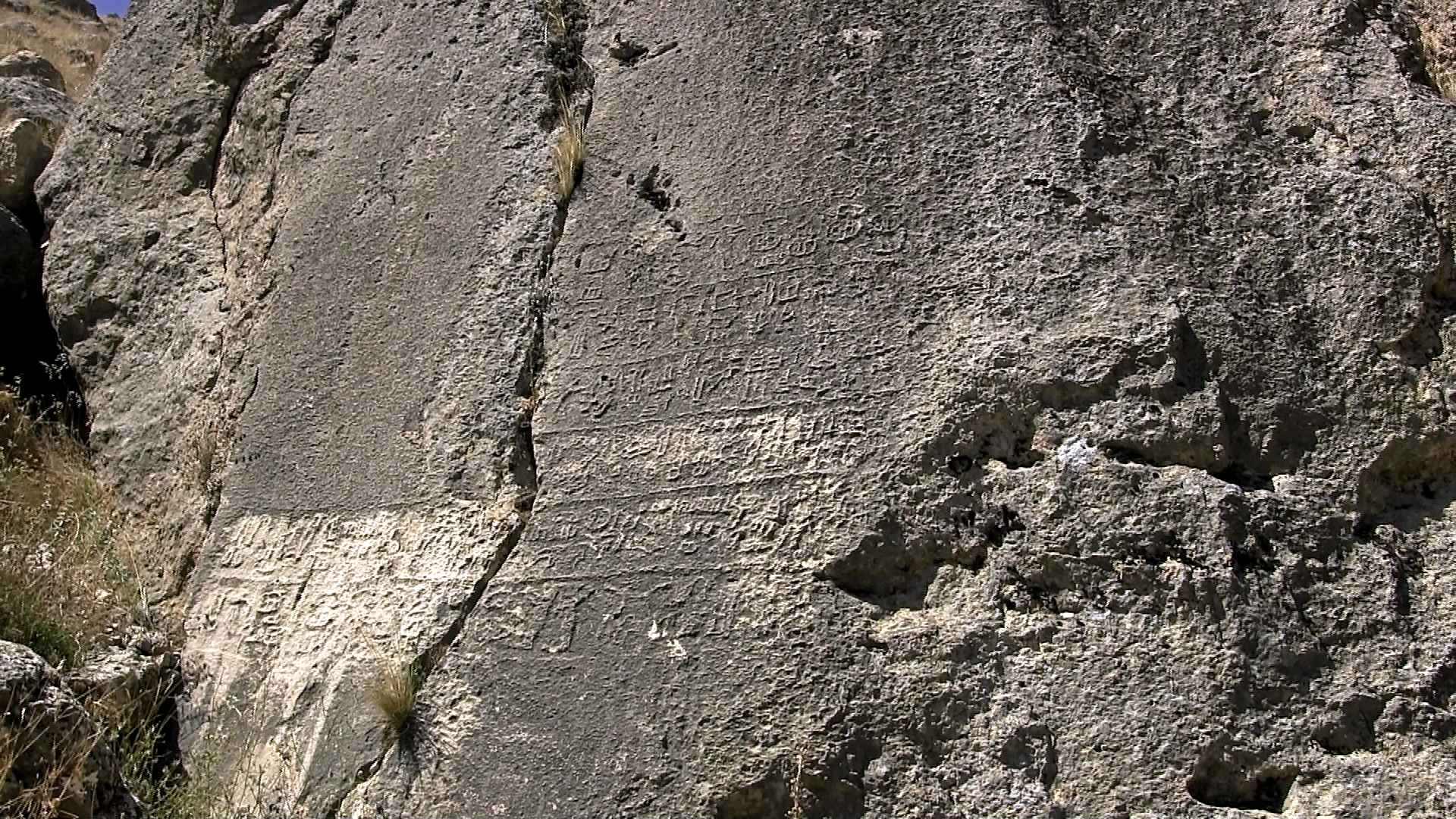
Inschrift B

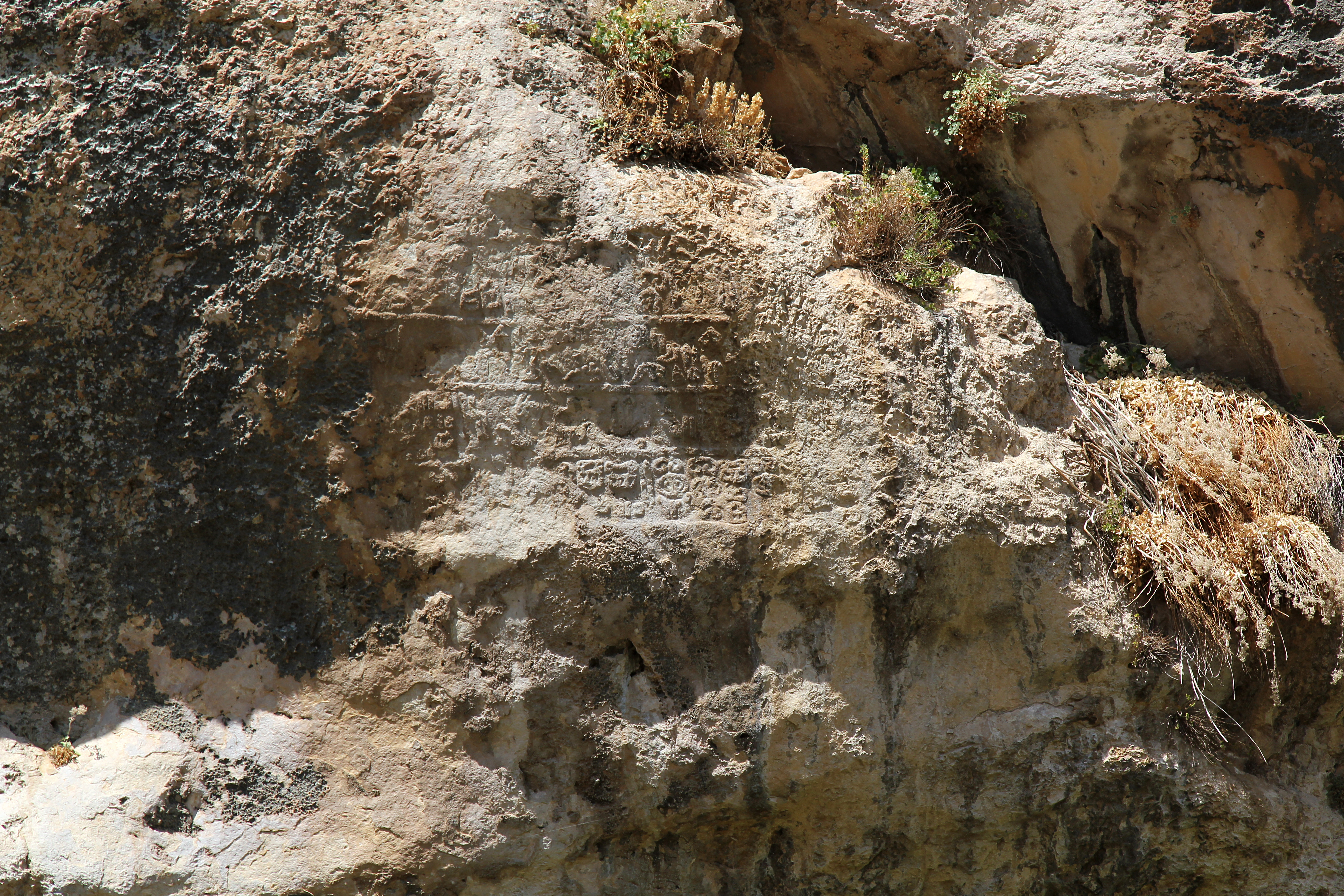
Inschrift A

Die Beschreibung und Übersetzung des Textes folgen der besser lesbaren Inschrift B. Verfasser ist Runtija, König von Malida (Melid). Sein Name wird durch das Logogramm CERVUS, einen Hirschkopf mit Geweih, dargestellt und ist somit identisch mit dem Namen des Hirschgottes, der unter anderem aus der Inschrift von Şırzı, von dem Felsrelief am Karasu und der Stele von Hacıbebekli bekannt ist. 
Der Text beginnt in der rechten oberen Ecke und ist boustrophedon zu lesen. Er gliedert sich in vier Abschnitte: Widmung an die Götter, Vorstellung mit Abstammung, erzählender Teil und die übliche Fluchformel. Die Widmung richtet sich an den großen Tarhunza, die große Hibadu und den großen Sarruma, also die drei höchsten Götter des hethitischen Pantheons, wie sie zum Beispiel auch im Felsentempel von Yazılıkaya an der Spitze der Götterprozessionen dargestellt sind. Darin zeigt sich eine enge Verbindung des Reiches zum hethitischen Großreich. Anschließend stellt Runtija sich als Enkel Kuzzitissubas, des Großkönigs, des Helden von Karkamissa, Sohn PUGNUS-milis (1.), des Landesherren von Malida vor. Der Großvater Kuzzitissuba ist unter anderem von Siegelabdrücken aus der Endzeit des Hethiterreiches um 1200–1185 v. Chr. als König des hethitischen Gliedstaates Karkemiš bekannt. Nach dem Ende des Großreichs wurde Karkemiš selbständig und Kuzzitissuba war der erste Herrscher, der sich in hethitischer Tradition als Großkönig bezeichnete. Von dort aus wurde das Reich Malida als Sekundogenitur unter Kuzzitissubas Sohn PUGNUS-milis, dem Vater Runtijas, gegründet. Im Folgenden werden verschiedene Berge erwähnt und die Besiedlung von Orten beschrieben:
In Taida …te ich (die Berge/Gebirge) Zinap/ba, Naḫ(a)ra/isa (und) Nama… […]

und ich siedelte […] als/die Stadt an.
Die Orte sind wegen fehlender Angaben nicht zu lokalisieren, werden aber in der näheren Umgebung vermutet. Zwar sind im Tal des Tohma Çayı keine Siedlungen dieser Zeit bekannt, jedoch finden sich in der Ebene nördlich des Höhenrückens die bisher unerforschten Siedlungshügel Hüyüklü, Davulhöyük, Yılanhöyük und Taşlıhöyük. Der Archäologe Hans Henning von der Osten bezeichnet die dortige Keramik als sehr archaisch. In der anschließenden Fluchformel werden wieder die drei großen Götter Tarhunza, Hibadu und Sarruma genannt, die gegen den, der die Inschrift zerstört, prozessieren sollen.
Aufgrund der bekannten Regierungszeiten der genannten Herrscher wird die Inschrift in das späte 12. Jahrhundert v. Chr. datiert.

## Forschungsgeschichte

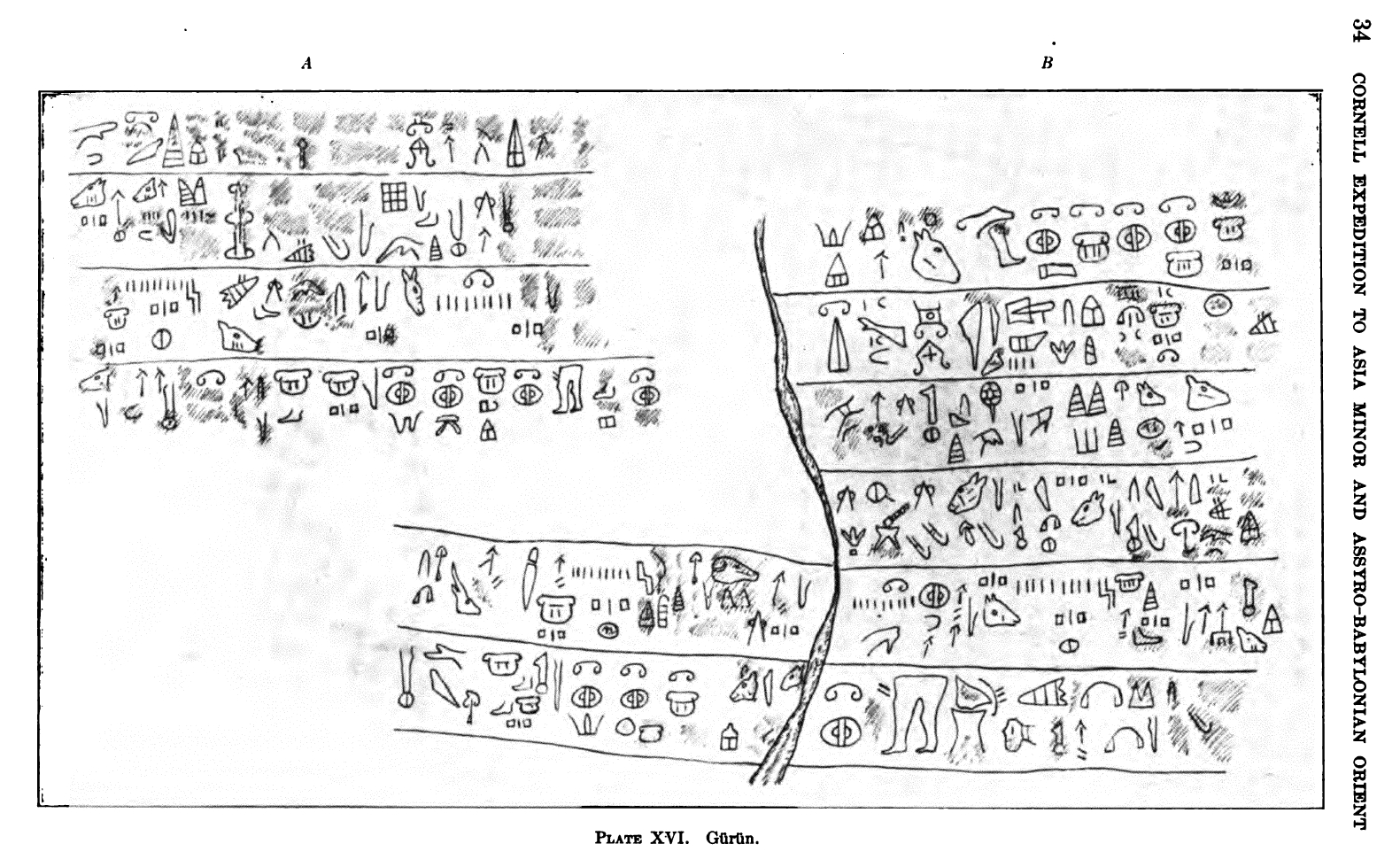
Umzeichnung der Cornell-Expedition von 1907

Entdecker der Inschriften war 1879 der britische Offizier und Geograf Charles William Wilson. Er besuchte den Ort 1882 gemeinsam mit dem schottischen Archäologen William Mitchell Ramsay, der 1890 mit dem Briten David George Hogarth zurückkehrte und Abklatsche sowie Photographien und Zeichnungen anfertigte. 1907 besuchte die Cornell Expedition to Asia Minor den Ort. Weitere Publikationen erfolgten unter anderem durch den englischen Altorientalisten Archibald Henry Sayce (1908), den polnisch-US-amerikanischen Altorientalisten Ignace Gelb (1939), den italienischen Klassischen Philologen Piero Meriggi (1962) und den britischen Hethitologen John David Hawkins (2000), der die Abschrift in seinen Corpus der luwischen Inschriften aufnahm. Schließlich veröffentlichte der deutsche Architekt Horst Ehringhaus 2014 eine ausführliche Beschreibung mit Photos in seinem Buch zu luwischen Felsreliefs.